# ФК Ракошсентмихаљ АФЦ

ФК Ракошсентмихаљ АФЦ (мађ. Rákosszentmihályi Atlétikai és Football Club), је мађарски фудбалски клуб. Седиште клуба је у Будимпешта XVI округу, Мађарска. Боје клуба су у време основања била зелена и жута. Тренутно клуб се такмичи у НБ 3 .

## Историјат клуба
ФК Ракошсентмихаљ АФЦ је до шесте рунде Купа Мађарске у сезони 2017/18.
Спортско друштво под именом Ракошсентмихаљ (Rákosszentmihály) је основано 1898. године али је тек 1901. године основана фудбалска секција Ракошсентмихаљ.
Одприлике 40 чланова ФК Терезвароши ТЦ, а становника Ракошсентмихајла, је 1910. године иступило из клуба и придружили се ФК Ракошсентмихаљу. Боје су им биле плаво беле.
РСЦ се 1920. године сједионио са РАФЦ−ом (Rákosszentmihályi Atlétikai és Football Club) и деловали су под именом Фискултурно друштво Ракошсентмихаљ (Rákosszentmihályi Testedzők Köre)., одакле су се 1924. године издвојили и поново осамосталили. Под именом Ракошсентмихаљ ТК су деловали све до 1945. године, а онда под различитим именима све до 1968. године. У 1972. години клуб се ујединио са ФК КЕВ Метро и играли су под именом Метро РСЦ (Metro RSC). Током 70−тих игралиште је преуређено у два мања игралишта, два рукометна игралишта и тениски терен. То све спремали за предстојеће 80−те. Од тада је тенис постао главни спорт удружења.